# キルヒベルク・アン・デア・ムル
キルヒベルク・アン・デア・ムル (ドイツ語: Kirchberg an der Murr) はドイツ連邦共和国バーデン＝ヴュルテンベルク州レムス＝ムル郡に属す町村（以下、本項では便宜上「町」と記述する）である。この町は、シュトゥットガルト地方（1992年まではネッカー中流域）およびシュトゥットガルト大都市圏辺縁部に属す。

## 地理

### 位置
キルヒベルク・アン・デア・ムルは、ネッカー川の支流であるムル川沿いの、バックナングとマールバッハ・アム・ネッカーとの間に位置している。町域は、自然地理区分上シュヴェービッシュ＝フレンキシャー・ヴァルトベルゲおよびネッカー盆地の一部である。この町は海抜 201 m から 343 m に位置している。

### 自治体の構成
キルヒベルク・アン・デア・ムル町には、キルヒベルク・アン・デア・ムル、フリューメスハーフ、ノイホーフ、ルンツミュールホーフ、ツヴィンゲルハウゼン、オーバートーアヘーフェが属している。これらは基本条例でオルツタイル（地区）とされている。公式には、町名の後にハイフンをつけ、地区名を綴る。

### 土地利用
| 土地用途別面積 | 面積 (km2) | 占有率 |
| -------------- | ---------- | ------ |
| 住宅地         | 0.56       | 4.3 %  |
| 産業用地       | 0.27       | 2.0 %  |
| レジャー用地   | 0.06       | 0.4 %  |
| 交通用地       | 1.03       | 7.8 %  |
| 農業用地       | 8.26       | 62.5 % |
| 森林           | 2.19       | 16.6 % |
| 水域           | 0.12       | 0.9 %  |
| その他の用地   | 0.72       | 5.5 %  |
| 合計           | 13.21      |        |

出典: Statistisches Landesamt Baden-Württemberg

## 歴史

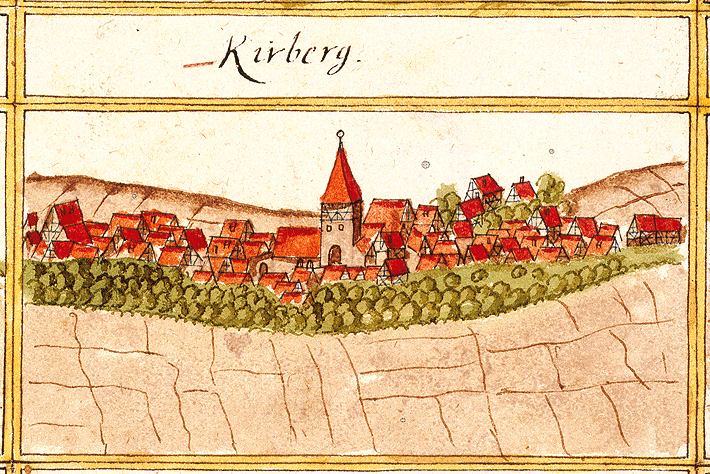
アンドレアス・キーザーの1685年の森林登録簿に描かれたキルヒベルク

キルヒベルクは、1245年4月11日に Kircberc として初めて文献に記録されている。大部分がテック公の所領であったこの村は、1302年7月12日にヴュルテンベルクに売却された。三十年戦争の間キルヒベルクは何度も略奪され、建物の半分が破壊され、1626年にはペストの流行で住民の 1/3 が死亡した。1693年にフランス軍がこの町を行軍し、略奪し、多くの住民を殺害した。19世紀の初めに大同盟戦争の結果大変革が起こり、これに関連して1806年にヴュルテンベルク王国が成立した。永続的な戦争に由来する負荷を伴う住民にとって深刻な出来事に続いて、1816年は夏のない年であった。19世紀になると、長い飢餓のために184人のキルヒベルク住民が移住して行った。多くはベッサラビアでリヒテンタール集落を建設した。第二次世界大戦後、その何人かの子孫が戻ってきた。1930年からやっとアファルターバッハやマールバッハへの、1956年にはバックナングへの道路状況が改善された。この町はアムト・マールバッハ（その後オーバーアムト・マールバッハ）に属し、1938年にバックナング郡に編入された。第二次世界大戦後にキルヒベルクは農村からベッドタウンに変貌した。

## 行政

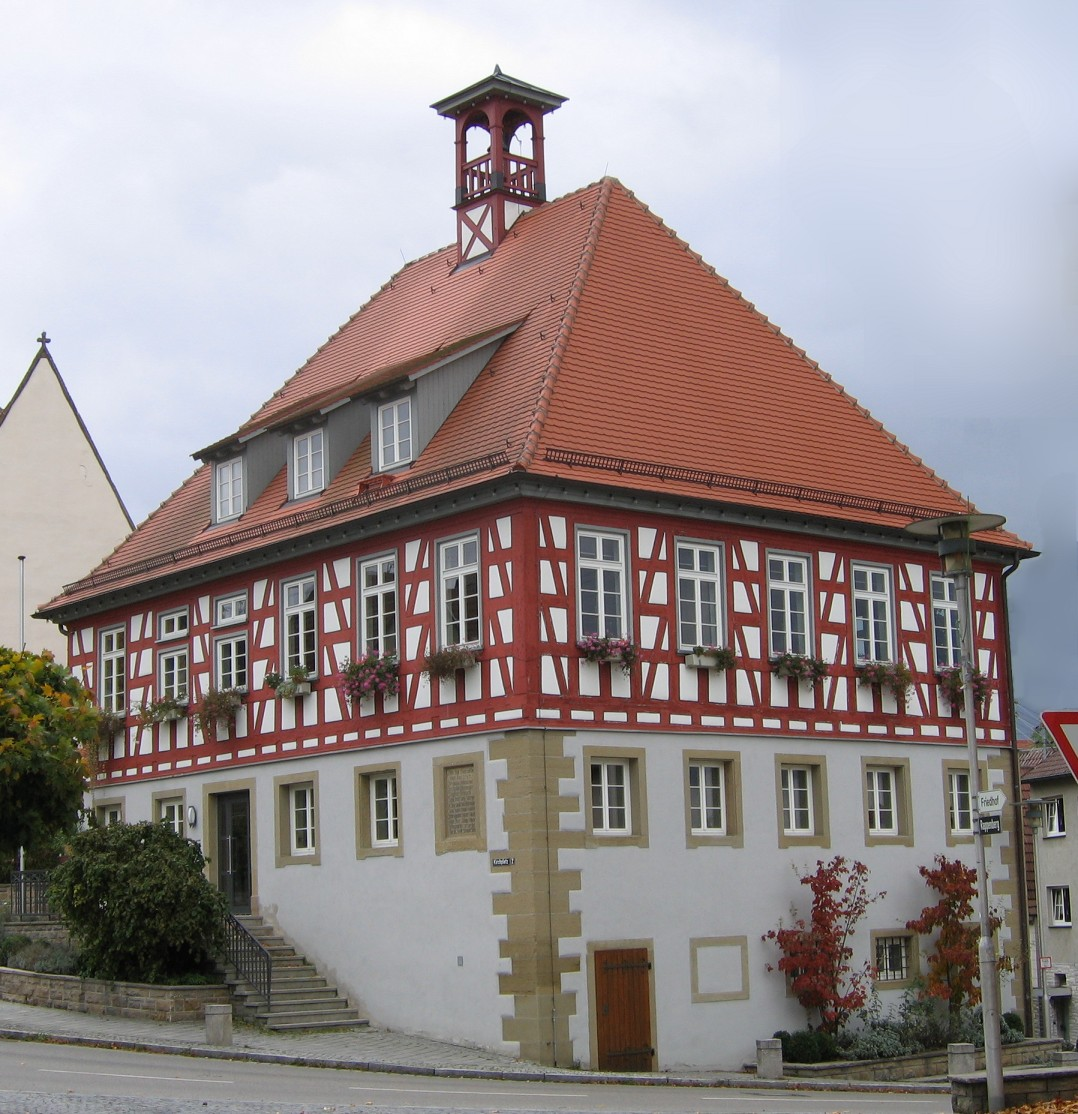
キルヒベルク・アン・デア・ムルの町役場

### 議会と首長
この町の議会は選挙で選出された14人の議員と議長を務める町長で構成されている。町長は町議会において投票権を有している。
町長はフランク・ホーネク（無所属）である。彼は、2018年2月4日に 94.6 % の支持票を得て4期目の当選を果たした。この選挙の投票率は、34.8 % であった。

### 紋章
図柄: 赤地。緑の山の上に銀色の教会。

## 経済と社会資本

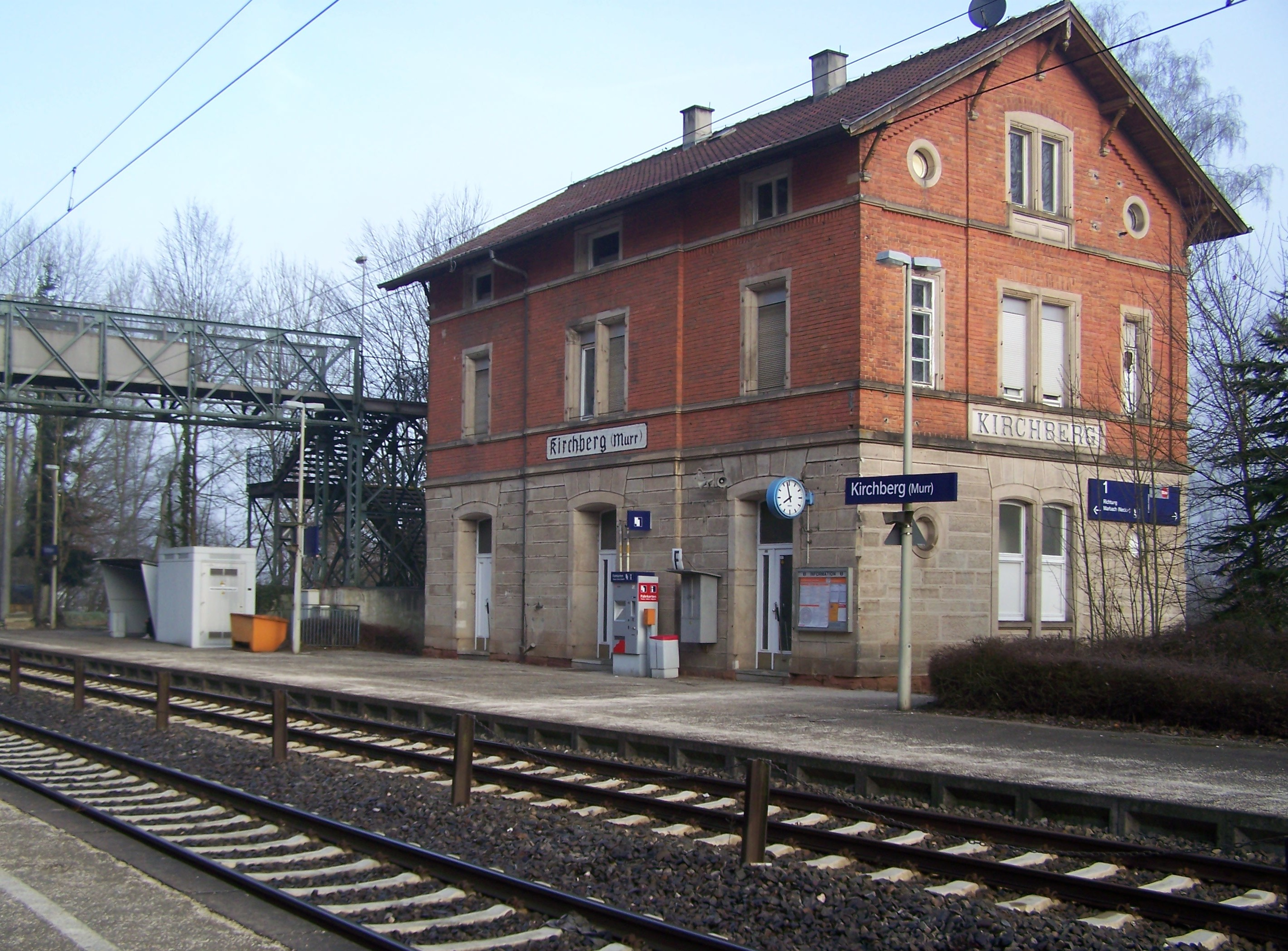
キルヒベルク (ムル) 駅

### 交通
キルヒベルクは、1879年から鉄道バックナング - ルートヴィヒスブルク線に接続している。2012年12月8日に シュトゥットガルトSバーン S4号線のマールブルクとバックナングとの間の延伸区間が開通したことで、この町はシュトゥットガルトのSバーン網に接続した。

### 教育機関
この町には、ヴェルクレアルシューレを併設した基礎課程・本課程学校がある。

## 文化と見所

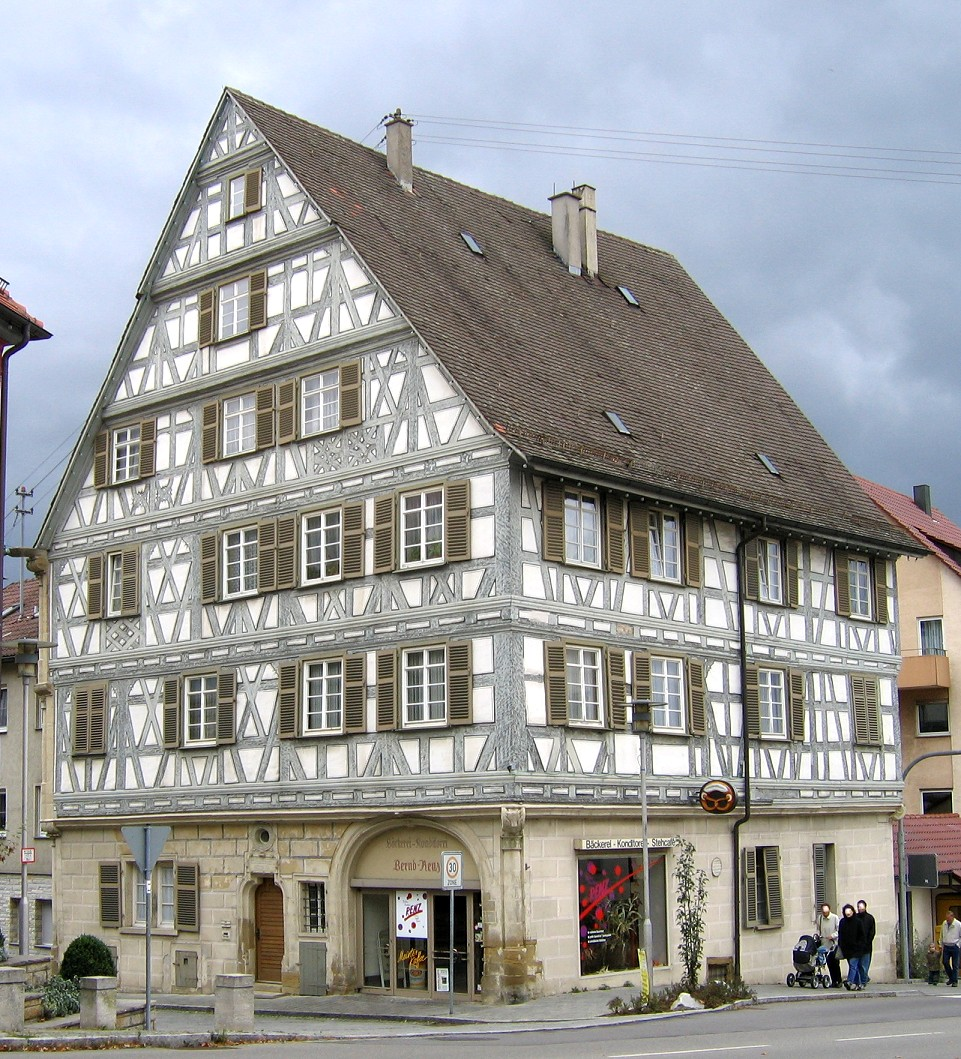
旧牧師館

### 建築
1787年に建設された町役場や、1617年に元々は私邸として建設された旧牧師館は見応えのある建物の例である。

### 年中行事
- ビュルガーフェスト（町民祭）は、6月末、バックナングのシュトラーセンフェストの1週間前に開催される。この2日間の街道祭は、キルヒベルクのクラブによって運営されている[8]。
- クレーマーマルクトは年に2回、4月と9月に開催される。マーゲンガッセの屋台では、服、玩具、籐製品、その他多くのものが販売されている[9]。

## 訳注
1. ↑  ヴェルクレアルシューレ (ドイツ語: Werkrealschule) は、ドイツ内でもバーデン＝ヴュルテンベルク州特有の学校形態で、本課程学校の第9または第10学年修了の生徒から選抜で第10学年以降の中等教育クラスに進学できる制度およびその課程